# Bizcochitos de grasa
Los bizcochitos de grasa, bizcochitos entrerrianos,  o sencillamente, bizcochitos, son un tipo de galletas saladas, de tamaño ovalado y pequeño. Son tradicionales en la gastronomía argentina con marcas comunes como 9 de oro, Jorgito o Don Satur. Suelen ser bastante sólidos o crocantes, de forma, vistos desde arriba o desde abajo son ovalados de unos tres cm de longitud y unos 1/½ cm de anchura máxima en su centro, teniendo casi siempre 8 o 9 pequeños orificios simétricamente distribuidos en toda su superficie y espesor (el espesor máximo varía entre los 3 a 4 mm), su color es, merced a la cocción o bicocción, de un muy superficialmente uniforme claro color marrón claro. La masa se prepara con harina, agua, sal, levadura, algo de azúcar y grasa de vaca. Enrique Santos Discépolo compuso, en 1925, el tango Bizcochito.